# Marcelo Pagani
Marcelo Ernesto Pagani (ur. 19 sierpnia 1941 w Santa Fe) – piłkarz argentyński, środkowy napastnik.
Urodzony w Fuentes (prowincja Santa Fe) Pagani w piłkę zaczął grać w 1952 roku w klubie Rosario Central, w którym później rozpoczął karierę zawodową i grał do 1961 roku. W 1962 roku został graczem klubu River Plate. Jako piłkarz klubu River Plate wziął udział w finałach mistrzostw świata w 1962 roku, gdzie Argentyna odpadła w fazie grupowej. Pagani zagrał w dwóch meczach - z Bułgarią i Węgrami.
Razem z reprezentacją wygrał turniej Copa Lipton 1962, zdobywając pierwszą bramkę w wygranym 3:1 meczu z Urugwajem.
Po mistrzostwach świata przeniósł się do Włoch, gdzie grał w barwach klubów Inter Mediolan, Messina i Mantova. Po powrocie do Argentyny w 1966 roku grał w Rosario Central, w którym w 1967 roku zakończył karierę. W 1969 roku został graczem klubu Audax Italiano.
W lidze argentyńskiej Pagani rozegrał łącznie 70 meczów i zdobył 23 bramki. W reprezentacji Argentyny rozegrał 6 meczów i zdobył 2 bramki.
Pagani nigdy nie wziął udziału w turnieju Copa América.